# Thomas Mensah
Thomas Mensah (Kumasi, 12 mei 1932 - Londen, 7 april 2020) was een Ghanees rechtsgeleerde. Hij was docent en hoogleraar aan verschillende universiteiten - waaronder in Leiden - en later rechter en president van het Internationale Zeerechttribunaal.

## Levensloop
Mensah slaagde in 1956 voor een bachelorgraad in filosofie aan de Universiteit van Ghana en enkele jaren later voor een Bachelor of Laws aan de Universiteit van Londen. Vervolgens behaalde hij aan de Yale-universiteit in 1962 zijn Master of Laws en in 1964 zijn doctoraat.
Van 1962 tot 1968 was hij docent aan de Universiteit van Ghana, waarbij hij de laatste twee jaren ook diende als decaan van de juridische faculteit. Daarnaast werkte hij van 1965 tot 1966 voor het Ministerie van Justitie bij het Internationale Atoomenergieagentschap in Wenen. Sinds 1989 is hij lid van het Institut de Droit International.
Van 1968 tot 1990 was hij juridisch adviseur en assistent van de secretaris-generaal van de Internationale Maritieme Organisatie (IMO) en daarnaast van 1981 tot 1990 gasthoogleraar aan de Internationale Maritieme Universiteit in Malmö. Verder was hij van 1993 tot 1994 hoogleraar aan de Universiteit Leiden en van 1993 tot 1995 aan het Instituut voor Zeerecht van de Universiteit van Hawaï. Van 1995 tot 1996 was hij hoge commissaris van Ghana in Zuid-Afrika.
In 1996 trad hij als rechter toe tot het in dat jaar opgerichte Internationale Zeerechttribunaal in Hamburg. Meteen vanaf het begin tot 1999 werd hij daarbij gekozen tot president van het tribunaal. Hij bleef aan als rechter tot 2005. Sindsdien is hij adviseur voor verschillende regeringen, internationale organisaties en advocatenkantoren op het gebied van zeerecht en milieurecht. Ook werd hij nogmaals opgeroepen als ad-hocrechter voor de klagende partij in het grensgeschil in de Golf van Bengalen tussen Bangladesh en Myanmar.

## Werk (selectie)
- 1996: Ocean Governance. Strategies and Approaches for the 21st Century (= The Law of the Sea Institute. Proceedings, deel 28), als redacteur, Law of the Sea Institute, Honolulu, Hawaï, ISBN 0-911189-31-9
- 1997: Sustainable Development and Preservation of the Oceans. The Challenges of UNCLOS and Agenda 21 (= The Law of the Sea Institute. Proceedings, deel 29), Law of the Sea Institute, Honolulu, Hawaï, ISBN 0-911189-32-7